# سيموني سابيوني
سيموني سابيوني (بالإيطالية: Simone Sabbioni)‏ (مواليد 3 أكتوبر 1996) هو سبّاح إيطالي، مثّل بلاده في الألعاب الأولمبية الصيفية 2016.

## روابط خارجية
سيموني سابيوني على موقع الاتحاد الدولي للسباحة (الإنجليزية)
- سيموني سابيوني على موقع SwimRankings.net (الإنجليزية)
- سيموني سابيوني على موقع اللجنة الأولمبية الدولية (الإنجليزية)
- سيموني سابيوني على موقع أوليمبيديا (الإنجليزية)